# Put Malog princa
Put Malog princa, naziv poznate planinarske staze koja se naziva još i poučna staza Malog princa. Smještena je na južnom dijelu Velebita, u blizini planinarskog skloništa Crnopac. Prolazi kroz Park prirode Velebit, a vodi na vrh Bili Kuk (1171 m.n.v.). 
Staza obiluje čudnovatim i posjeta vrijednim kamenim tvorbama; 
- Dvori,
- Konoba,
- Niska vrata,
- Dvorska vrata,
- Zdenkova jama,
- Šušnjevac,
- Slipi klanac,
- Tisni klanac,
- Podkuk,
- Krivi klanac,
- Tonkina vrata,
- Stankina vrata,
- Kičma (osigurana sajlom)
- te posljednja i najljepša Nebeska vrata.

Ova poučna staza spada među zahtjevnije penjačke staze u odnosu na druge staze u Hrvatskoj, iako u promjeru ima samo 600 m te nije potrebno više od 3-4 sata za obilazak. Na postojanju ove staze treba zahvaliti zadarskom planinaru Slavku Tomerlinu Tateku koji je zajedno sa Zdenkom Morovićem (po kojemu je Zdenkova jama i dobila ime) oklinčao i markirao stazu. 
Radovi na stazi su uz odobrenje za rad i financijsku pomoć HPS-a započeli 19. lipnja 2003. godine, te je brzo dovršena. U bušenju rupa i postavljanju sajli pomogao im je i Dragan Kovačević. U stazu su ugrađene ljestve, klinovi, više desetaka metara sajli te su usjecane stube i nogostupi na 30-ak metara dionice.

## Vanjske poveznice
- Put Malog Princa - www.plsavez.hr